# Karl Weber (Architekt)

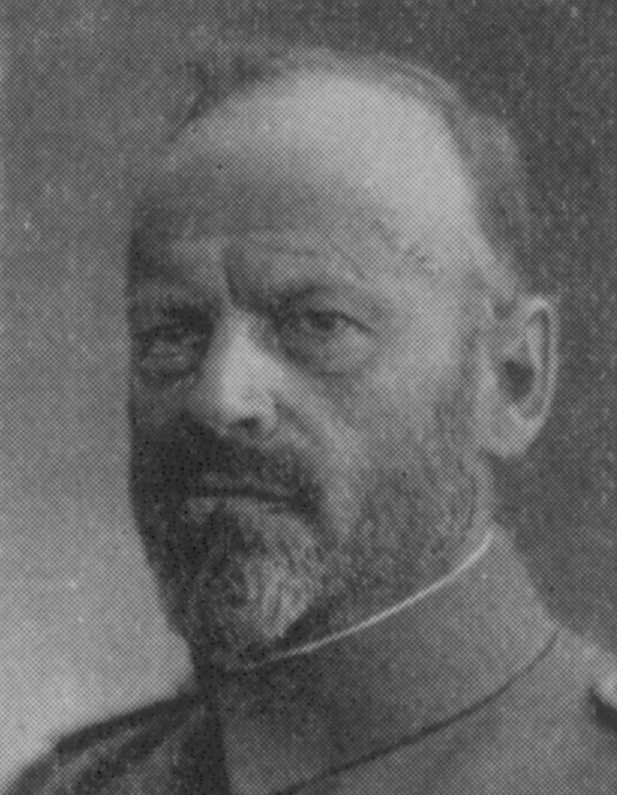
Karl Weber

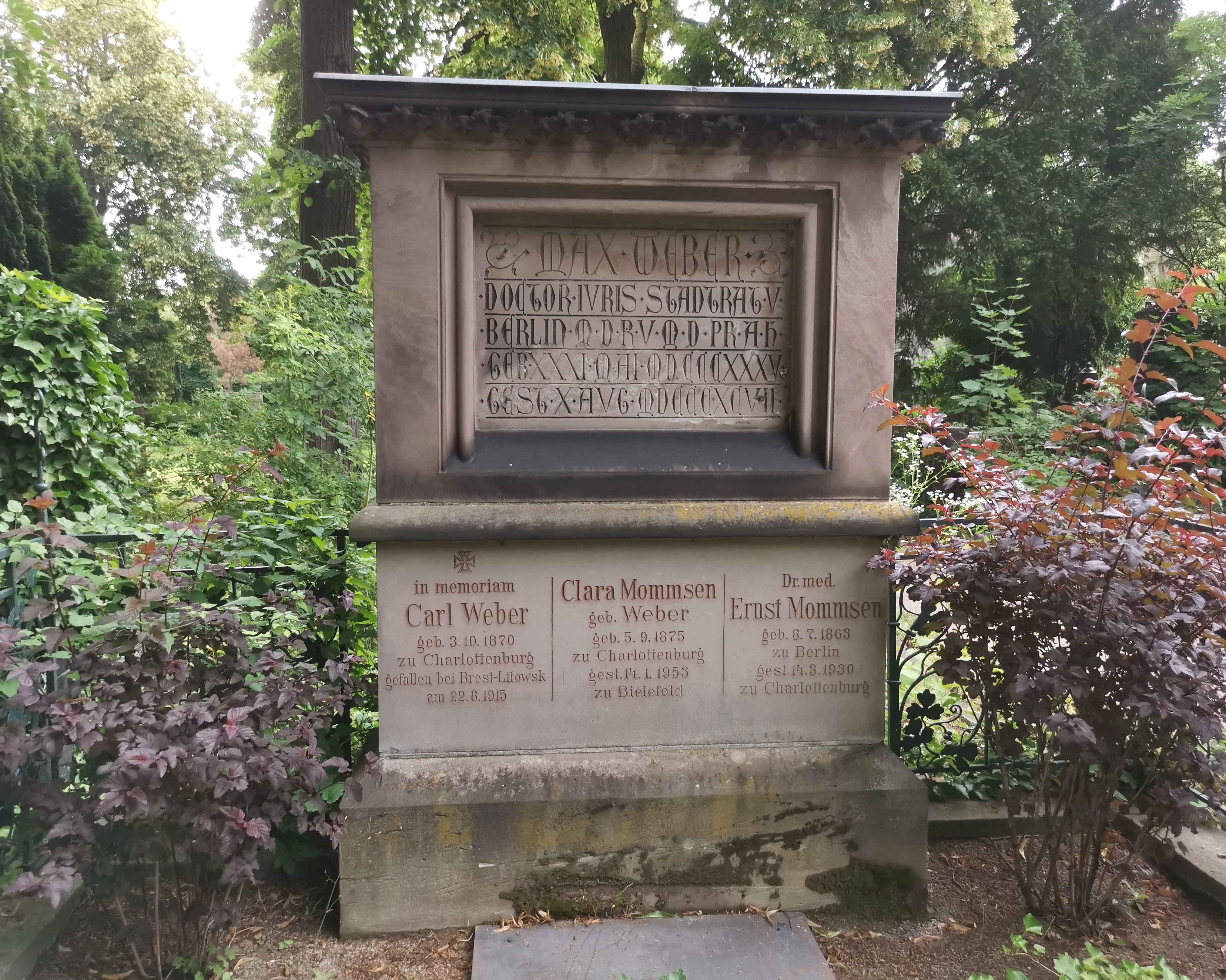
Gedenktafel auf dem Familiengrab Friedhof IV der Gemeinde Jerusalems- und Neue Kirche in Berlin-Kreuzberg (Feld 9)

Karl Weber (* 3. Oktober 1870 in Berlin; † 22. August 1915 in Charsy am Bug, vollständiger Name: Karl, bzw. Carl, Maria August Werner Weber) war ein deutscher Architekt und Hochschullehrer. 

## Leben
Webers Eltern waren der Jurist und spätere Reichstagsabgeordnete der Nationalliberalen Partei Max Weber sen. (1836–1897) und Helene Weber, geb. Fallenstein (1844–1919). Er war einer der Brüder des späteren Soziologen Max Weber.
Karl Weber legte 1902 die Regierungsbaumeisterprüfung ab und arbeitete von 1903 bis 1905 in der Hochbauabteilung des Ministeriums der öffentlichen Arbeiten in Berlin. Von 1905 bis 1906 leitete er Kirchenbauten in Dobrilugk, Kostebrau und Klettwitz. 1907 wurde er etatmäßiger Professor für mittelalterliche Baukunst an der TH Danzig, bevor er 1907 auf die Professur für Baukunst der Antike, der Renaissance und des Barock an der TH Hannover wechselte.
Den Ersten Weltkrieg machte er als Oberleutnant der Landwehr und Kompanieführer mit. 1915 wurde er vor Brest-Litowsk verwundet und starb im August 1915 in einem Feldlazarett in Charsy am Bug. Sein Bruder Max Weber schrieb am 6. September 1915 in einem Brief an seine Ehefrau über den Tod des Bruders: „Es ist unerhört, was dieser Krieg verschlingt – und noch keinerlei Aussicht auf ein Ende“.